# خفيف خفيف
خفيف خفيف، مسرحية كوميدية كويتية اجتماعية، أنتجت عام 2016 من بطولة سعاد علي، فاطمة عبد الرحيم، أحمد مبارك، سامي رشدان.